# Курьково (Московская область)
Курьково — деревня в Дмитровском районе Московской области, в составе сельского поселения Синьковское. Население — 18 чел. (2010). До 2006 года Курьково входило в состав Бунятинского сельского округа.

## Расположение
Деревня расположена в западной части района, примерно в 20 км к западу от Дмитрова, на суходоле, высота центра над уровнем моря 157 м. Ближайшие населённые пункты — Садниково на юге, Горицы с Бунятино — на востоке и Микляево на севере.

## Население
| 2002 | 2006 | 2010 |
| ---- | ---- | ---- |
| 11   | ↘10  | ↗18  |